# مكتبة آي آر دي البصرية
مكتبة آي آر دي البصرية (بالألمانية: ARD Mediathek) هي البوابة المرئية المشتركة لهيئات البث الإقليمية التابعة للهيئة العامة للبث الإذاعي في جمهورية ألمانيا الاتحادية (ARD). مثل مكتبة وسائط القناة الأولى المستقلة سابقاً، قُدِّمَتْ الخدمة لأول مرة عام 2007 في معرض الإذاعة الدولي في برلين وأُطْلِقَتْ في مايو 2008. يُشْرَفُ على المكتبة وتُدْعَمُ تحريرياً من قبل فريق تحرير موقع الإنترنت ARD.de في ماينتس.

## البرامج
يتم تقديم العديد من البرامج والمساهمات كفيديو حسب الطلب عبر مكتبة آي آر دي البصرية. هذه في المقام الأول إنتاجات ذاتية أو تبث بتكليف في القناة الأولى أو برامج آي آر دي ديجيتال أو برامج هيئات البث الإقليمية التابعة للهيئة العامة للبث الإذاعي. تُمَثَّلُ القناة الأولى والثالثة وون وألفا بقنواتهن الخاصة.

شعار المكتبة من 2008 إلى 2018

يمكن الوصول إلى كل المحتوى لفترات زمنية مختلفة بعد البث اعتماداً على حالة قانون وسائل الإعلام. بالإضافة إلى ذلك يمكن مشاهدة جميع برامج تلفزيون ARD كبث مباشر في مكتبة وسائط ARD.